# 丹妮·米洛
丹妮·米洛（英語：Dannii Minogue，1971年10月20日—），澳大利亞女歌手，凯莉·米洛的妹妹。丹妮於1989至90年在肥皂劇《聚散離合》飾演艾瑪·傑克遜開始為人熟悉。她的音樂事業源於1990年代，1991年推出的首張專輯《Love and Kisses》已有不俗的表現，主打歌Love and Kisses、Baby Love、Jump to the Beat和Success都曾經大熱。在推出完第二張專輯之後，她開始進軍電視界，並於多齣戲劇作品有得獎的表現。

## 外部連結
- 官方网站
- Dannii Minogue在互联网电影资料库（IMDb）上的資料（英文）